# Sara Tommasi
Sara Tommasi (Narni, Umbria; 9 de junio de 1981) es una actriz, modelo, ocasional actriz pornográfica y modelo erótica y presentadora italiana.

## Biografía
Se licenció en Economía por la Universidad Bocconi de Milán con una tesis titulada El caso Cirio Parmalat, funcionamiento de los mercados, protección del ahorro. Como formación complementaria, también incluía un diploma en interpretación y dicción en la CTA de Milán, una pasantía de actuación en el Actors Studio de Nueva York y la asistencia a un curso avanzado de interpretación dirigido por Beatrice Bracco en Roma.
El 21 de marzo de 2021 se casó con Antonio Orso en la localidad de Massa Martana, en la región de Perugia. Actualmente vive en Egipto.

### Debut y actividad como actriz y cantante (1998-2010)
Después de debutar en el mundo del entretenimiento en 1998 participando en Miss Italia con la banda de Miss Umbria (subió a las prefinales de San Benedetto del Tronto). comenzó su carrera en televisión como VJ para All Music. En 2002 fue elegida como valleta del  Paolo Limiti Show, transmitido por Rai 1. En 2003 fue la protagonista del video MouseTrip de Insolito programado en el circuito americano de MTV. En 2004 fue participó en el programa Con tutto il cuore, y concursó en otros como Paperissima y Quelli che il calcio.
En 2006 logró una mayor notoriedad al participar en la cuarta edición del reality show L'isola dei stelle, acabando en cuarto lugar, y en el programa On the Road, emitido por Italia 1, así como por posar para el calendario editado por el diario Max. Entrevistada después de la publicación del calendario, dijo al principio que no quería desvestirse, pero luego cambió de opinión; posteriormente agregó que se había sometido a una cirugía de aumento de pecho y se definió a sí misma como un producto para vender en el mercado del espectáculo.
En 2007 se incorporó junto a Fabrizio Frizzi en la dirección de dos episodios de Mi fido di te, debutando al año siguiente en el cine con la película Ultimi della classe, dirigida por Luca Biglione, por la que obtuvo el premio a Mejor actriz de reparto en la segunda edición del Festival de Cine Invisible de Cava de 'Tirreni. En 2009 también se unió a Paolo Bargiggia en la ejecución de la transmisión de los comentarios postpartido de la Europa League en la cadena Rete 4.
En 2010 fue el tercer testimonio (después de Manuela Arcuri y Karima El Mahroug) del libro Il labirinto femminile, escrito por el abogado y político Alfonso Luigi Marra; en el anuncio, que tuvo cierto protagonismo mediático, Tommasi apareció disfrazado de Osama bin Laden para luego llegar a desnudares.

### Los excesos (2011-2017)
En febrero de 2011, Tommasi estuvo involucrado en el caso Ruby en el que participó el entonces primer ministro Silvio Berlusconi, tras el hecho de que concedió una entrevista al semanario femenino Diva e donna que provocó un gran revuelo mediático al afirmar que tenía miedo de ser asesinada y víctima de perseguidores no especificados, quienes le habrían dado drogas con fines sexuales. A la entrevista en cuestión también le siguieron otras intervenciones de Tommasi en los medios de comunicación del mismo tenor, en las que también agregó que no era una escort. Luego agregó que Berlusconi la impresionó positivamente la primera vez que lo vio, pero que se sintió decepcionada de que un político hubiera dado un buen ejemplo.
A partir de diciembre del mismo año comenzó a aparecer en los medios cada vez con mayor frecuencia. Durante el mismo período, continuó su carrera como actriz apareciendo en la película A cell in two, dirigida por Nicola Barnaba y en un episodio de la serie de televisión Fratelli detective. En 2012 también presentó el programa Celebrity en Coming Soon Television.
En 2018 concedió una entrevista a Le Iene en la que declaró que padecía un trastorno bipolar por el que aún está en tratamiento; al mismo tiempo, afirma haber estado en el hospital durante 5 meses y no recuerda mucho de los años de exceso.

### Películas pornográficas (2012-2013)
En 2012 estrenó la primera de las cinco películas pornográficas que grabó, todas ellas para FM Video, La mia prima volta, dirigida por Guido Maria Ranieri. Poco después fue ingresada en un hospital y se sometió a tratamiento por depresión grave. En 2013 se estrenaron otras dos películas pornográficas que la tuvieron como actriz: I soliti noti, una compilación de escenas, y Vip sesso e potere, rodada junto al exconcursante de la undécima temporada de la versión italiana de Gran Hermano Nando Colelli, y actrices como Dunia Montenegro, Blue Angel y Kathia Nobili.

### Investigaciones por abusos en su contra (2012-2017)
En diciembre de 2012, tras una denuncia presentada por Alfonso Luigi Marra en nombre de Tommasi, la policía judicial incautó la película pornográfica Confessioni private; según lo denunciado, el productor Federico De Vincenzo habría drogado a Tommasi para obligarla a rodar la película. Di Vincenzo, sin embargo, afirmó que una visita de un especialista demostraría que durante el rodaje la actriz era capaz de comprender y desear. El Fiscal de Salerno en 2013 ordenó la detención de De Vincenzo y el distribuidor de la película, Giuseppe Matera, siendo ambos acusados de haberla inducido a rodar la película mediante la administración de cocaína.
El 22 de mayo de 2014 el tribunal de la misma ciudad condenó a Matera a 2 años y 10 meses, quien optó por ser juzgado por el procedimiento abreviado; la sentencia fue luego confirmada en 2015 por el Tribunal de Apelación de la misma ciudad; al mismo tiempo, tras la acusación, se inició el proceso contra el productor Federico Di Vincenzo, el director Max Bellocchio y los actores Pino Igli Papale y Fausto Zulli.
En 2016, como parte de la audiencia, se escuchó a la neuropsiquiatra Michele Sforza, quien entre 2011 y 2012 visitó a Tommasi en cuatro ocasiones; habría confirmado que la actriz en ese período manifestaba síntomas claros atribuibles a psicosis y delirio con alucinaciones visuales y auditivas y que éstos habrían sido perceptibles por cualquiera. En 2017 la productora Matera también fue escuchada por el tribunal de Salerno, quien supuestamente declaró que Tommasi usaba drogas de manera masiva, lo que la habría hecho poco cooperativa en el set de la película porno incautada, y que por estos motivos habría elegido emplear dobles para algunas escenas.

### Actividades empresariales (2015-2019)
Tras dejar Milan, decidió regresar a su ciudad natal de Terni. Allí decidió dedicarse a la actividad empresarial promocionando el "bha", postre creado por su padre. En 2015, tras haber colaborado con el abogado Alfonso Luigi Marra como "asesora técnica en los casos de señoreaje bancario", fue nombrada gerente del Marruvium, un equipo de fútbol militante de San Benedetto dei Marsi en la segunda división local. En 2019 abrió una panadería en Terni.

### Regreso a las actividades de corista y musicales (2019-2020)
En 2019, tras años alejada de la televisión, retomó la actividad de presentadora dirigiendo Manhattan Transfer, un programa sobre arqueología emitido por la red local TeleTerni. También fue elegida para conducir el programa de radio Sara what will, transmitido por la emisora Terni Radio Passeggiata.
En 2020 también participó en un proyecto musical con el dúo Luci da Labbra y el trampero de Basilicata Sciarra, que vio la grabación de un single de baile titulado Vis a Vis, cuyo lanzamiento se dio en verano de ese año.

## Programas de TV
- Paolo Limiti Show (Rai 1, 2002)
- Con tutto il cuore (Rai 1, 2004)
- Veline (Canale 5, 2004)
- Paperissima (Canale 5, 2004)
- Quelli che il calcio (Rai 2, 2005)
- On the Road (Italia 1, 2006)
- L'isola dei famosi 4 (Rai 2, 2006)
- Mi fido di te (Rai 1, 2007)
- Speciale Europa League (Rete 4, 2009-2010)
- Celebrity (Coming Soon Television, 2012)
- Manhattan Transfer (TeleTerni, 2019)

## Radio
- Prima serata (Radio FM 104.5, 2013)
- Sara quel che sarà (Radio Passeggiata, 2019)

## Filmografía

### Cine
- Ultimi della classe (2008)
- Tutto l'amore del mondo (2010)
- Alta infedeltà (2010)
- Una cella in due' (2011)

### Televisión
- Il falco e la colomba (2009)
- Buona la prima! (2009)
- Crimini (2010)
- I delitti del cuoco (2010)
- SMS - Squadra molto speciale (2010)
- Distretto di Polizia (2010)
- Non smettere di sognare (2011)
- La donna della domenica (2011)
- Fratelli detective (2011)

### Vídeos musicales
- MouseTrip degli Insolito (2003)
- Cacciamo insieme i mercanti dal tempio di Flycat (2013)